# Steffen Radochla

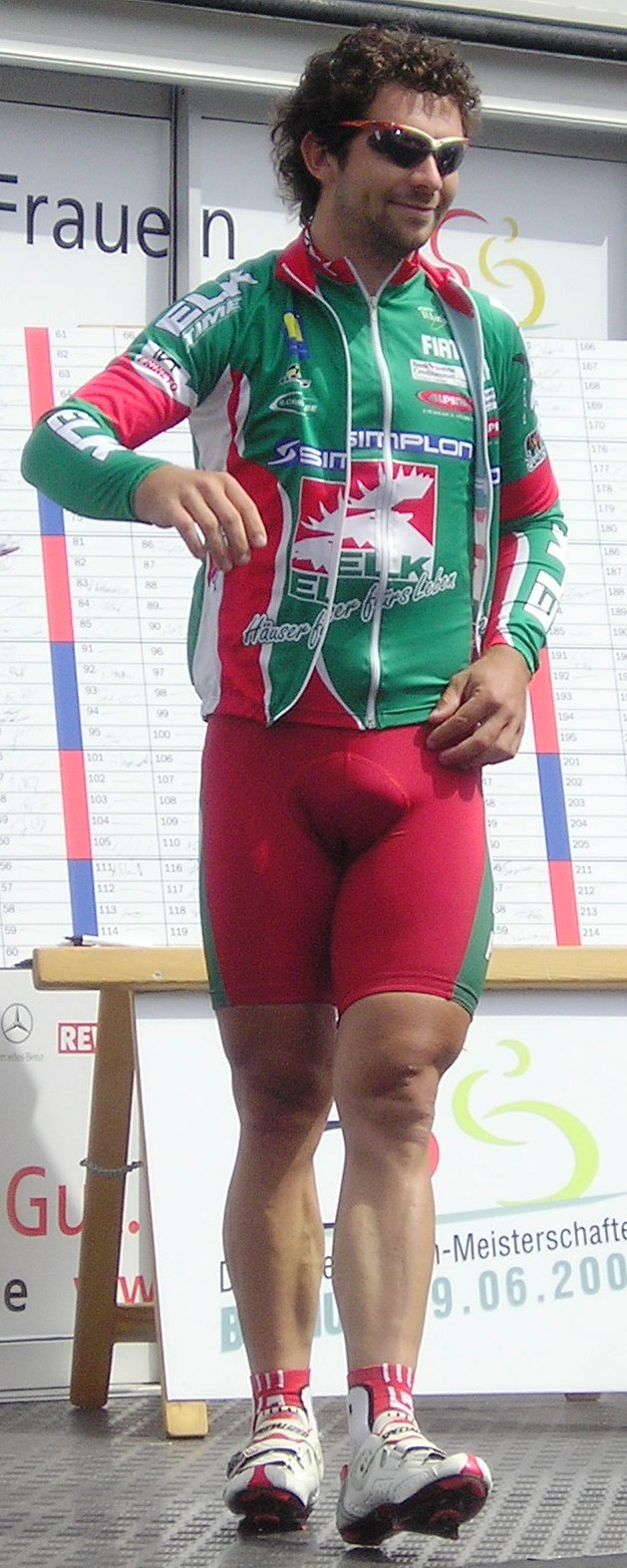
Steffen Radochla vor dem Start zur DM Straße in Bochum am 29. Juni 2008

Steffen Radochla (* 19. Oktober 1978 in Borna) ist ein ehemaliger deutscher Radrennfahrer und jetziger Sportlicher Leiter.

## Radsport-Laufbahn
Steffen Radochlas Begeisterung für den Radsport hat familiären Ursprung, Vater Manfred Radochla wurde unter anderem 1971 DDR-Straßenmeister. Er begann im TZ Holzhausen mit dem Radsport. Bei Trainer Michael Schiffner, einst Teamgefährte des Vaters, absolvierte er die ersten großen Rennen der Eliteklasse, gehörte im Team „Bunte Berte Leipzig“ zu den Friedensfahrtmannschaften der Jahrgänge 1999 und 2000. 2000 siegte er im ältesten deutschen Eintagesrennen Rund um Berlin.
Anschließend erhielt Radochla ein Angebot vom Festina-Team. Seinen ersten internationalen Erfolg feierte Radochla beim Etoile de Bessèges 2001, bevor er 2002 zum Team Coast ging. Dort gewann er eine Etappe der Sachsen-Tour und einen Tagesabschnitt der Hessen-Rundfahrt sowie den Grand Prix Rik van Steenbergen. Nach einem Sponsorenwechsel feierte Radochla 2003 für das Ullrich-Team Bianchi einen Etappensieg bei der Österreich-Rundfahrt, bevor er im spanischen Team Illes Balears-Banesto fuhr. Mit seinem Wechsel zum Team Wiesenhof – später Team Wiesenhof-Felt – kehrte der Sprinter zu den Wurzeln seiner Laufbahn zurück. Nach Auflösung des Teams unterschrieb er beim Österreichischen Team Elk Haus-Simplon, wo er innerhalb von zwei Tagen zwei Saisonsiege feierte. Nach einem zweiten und vierten Etappenplatz beim Szlakiem Grodów Piastowskich gewann er am 11. Mai 2008 die fünfte Etappe und die Punktewertung, am nächsten Tag landete er im Sprint einen (Heim) Sieg bei dem Neuseen Classics – Rund um die Braunkohle. Im Mai 2012 entschied er die Bergwertung der Bayern-Rundfahrt für sich und wechselte zu Saisonende in das baskische Team Euskaltel Euskadi. 2014 beendete er seine Laufbahn.

## Berufliches
Im Jahr 2014 beendete Radochla nach der Auflösung des Teams Euskaltel seine Laufbahn als aktiver Radrennfahrer und war in der Folgezeit für das Team Giant-UrKrostitzer als Sportlicher Leiter tätig sein. Zudem plante er gemeinsam mit dem Sächsischen Radsportverband den Aufbau einer neuen U23-Mannschaft, die zur Saison 2015 an den Start gehen sollte. Zur Saison 2015 wechselte Radochla als Sportlicher Leiter zum deutschen Professional Continental Team Bora-Argon18.

## Erfolge
2001
- eine Etappe Etoile de Bessèges

2002
- Henk Vos Memorial
- eine Etappe Sachsen-Tour
- eine Etappe Hessen-Rundfahrt
- GP Rik Van Steenbergen

2003
- eine Etappe Österreich-Rundfahrt

2006
- zwei Etappen Giro del Capo
- eine Etappe Tour Poitou-Charentes

2007
- Veenendaal-Veenendaal
- eine Etappe Rheinland-Pfalz-Rundfahrt

2008
- eine Etappe Szlakiem Grodòw Piastowskich
- Neuseen Classics – Rund um die Braunkohle

2010
- eine Etappe Volta ao Alentejo
- Deutsche Straßenmeisterschaft

2011
- eine Etappe Course de la Solidarité Olympique

2012
- Bergwertung Bayern-Rundfahrt

## Teams
- 2001 Festina
- 2002–2003 Team Coast/Team Bianchi
- 2004 Illes Balears-Banesto
- 2005 Team Wiesenhof
- 2006–2007 Team Wiesenhof-Akud / Team Wiesenhof-Felt
- 2008–2009 Elk Haus-Simplon
- 2010–2011 Team Nutrixxion
- 2012 Team NSP
- 2013 Euskaltel-Euskadi